# Мисир
Миси́р (укр. Мисир, крымскотат. Mısır, Мысыр) — исчезнувшее село в Ленинском районе Республики Крым, располагавшееся в центре района и Керченского полуострова, на западном берегу Чокракского озера, примерно в 4,5 км к юго-западу от современного села Курортное.

## История
Первое документальное упоминание села встречается в Камеральном Описании Крыма… 1784 года, судя по которому, в последний период Крымского ханства Мысыр входил в Дин Керченский кадылык Кефинского каймаканства. После присоединения Крыма к России (8) 19 апреля 1783 года, (8) 19 февраля 1784 года, именным указом Екатерины II сенату, на территории бывшего Крымского Ханства была образована Таврическая область и деревня была приписана к Левкопольскому, а после ликвидации в 1787 году Левкопольского — к Феодосийскому уезду Таврической области. После Павловских реформ, с 1796 по 1802 год, входила в Акмечетский уезд Новороссийской губернии. По новому административному делению, после создания 8 (20) октября 1802 года Таврической губернии, Мисир был включён в состав Акмозской волости Феодосийского уезда.
По Ведомости о числе селений, названиях оных, в них дворов… состоящих в Феодосийском уезде от 14 октября 1805 года , в деревне Месир числилось 15 дворов и 191 житель. На военно-топографической карте генерал-майора Мухина 1817 года деревня Мисир обозначена с 32 дворами. После реформы волостного деления 1829 года Мисар, согласно «Ведомости о казённых волостях Таврической губернии 1829 года», отнесли к Чурубашской волости (переименованной из Аккозской). На карте 1836 года в деревне Мисыр 20 дворов, как и на карте 1842 года.
В 1860-х годах, после земской реформы Александра II, деревню приписали к Сарайминской волости. Согласно «Списку населённых мест Таврической губернии по сведениям 1864 года», составленному по результатам VIII ревизии 1864 года, Мисырь — владельческая татарская деревня с 26 дворами, 140 жителями и мечетью при Чокракском соляном озере. По обследованиям профессора А. Н. Козловского начала 1860-х годов, в селении колодцы были глубиной от 2 до 5 саженей (от 4 до 10 м), все с горькой водой. Также имелись ауты, которые высыхали в течение лета (Аут — небольшой пруд в степном Крыму, наполнявшийся дождевой и талой водой). На трёхверстовой карте Шуберта 1865—1876 года в деревне Мисыр обозначено 18 дворов. По «Памятной книге Таврической губернии 1889 года», по результатам Х ревизии 1887 года, в деревне Мисир числилось 24 двора и 121 житель. По «…Памятной книжке Таврической губернии на 1892 год» в безземельной деревне Мисир, не входившей ни в одно сельское общество, числилось 122 жителя, домохозяйств не имеющих. На верстовой карте Крыма 1896 года в селении обозначено 25 дворов с татарско-русским населением и господский двор. По «…Памятной книжке Таврической губернии на 1902 год» в деревне Мисир, входившей в Ново-Александровское сельское общество, числилось 187 жителей, домохозяйств не имеющих. По Статистическому справочнику Таврической губернии. Ч.II-я. Статистический очерк, выпуск пятый Феодосийский уезд, 1915 год, в деревне Мисир Сарайминской волости Феодосийского уезда числилось 26 дворов (все дворы безземельные) с татарским населением в количестве 148 человек только «посторонних» жителей, из которых 76 мужчин и 74 женщины. Жители землёй не владели, в хозяйствах имелось 43 лошадией, 10 волов, 17 коров и 6 голов овец, свиней, или коз.
После установления в Крыму Советской власти, по постановлению Крымревкома, 25 декабря 1920 года из Феодосийского уезда был выделен Керченский (степной) уезд, а, постановлением ревкома № 206 «Об изменении административных границ» от 8 января 1921 года была упразднена волостная система и в составе Керченского уезда был создан Керченский район в который вошло село (в 1922 году уезды получили название округов. 11 октября 1923 года, согласно постановлению ВЦИК, в административное деление Крымской АССР были внесены изменения, в результате которых округа были отменены и основной административной единицей стал Керченский район в который вошло село. Согласно Списку населённых пунктов Крымской АССР по Всесоюзной переписи 17 декабря 1926 года, в селе Мисир, Маяк-Салынского сельсовета Керченского района, числился 21 дворов, из них 18 крестьянских, население составляло 99 человек, из них 86 татар, 5 русских и 8 украинцев. Постановлением ВЦИК «О реорганизации сети районов Крымской АССР» от 30 октября 1930 года (по другим сведениям 15 сентября 1931 года) Керченский район упразднили и село включили в состав Ленинского, а, с образованием в 1935 году Маяк-Салынского района (переименованного 14 декабря 1944 года в Приморский) — в состав нового района. На километровой карте Генштаба Красной армии 1941 года в Мысыре обозначено 12 дворов. Исключен из учётных данных в 1948 году.

### Динамика численности населения
| - 1805 год — 191 чел. - 1864 год — 140 чел. - 1889 год — 121 чел. - 1892 год — 122 чел. | - 1902 год — 187 чел. - 1915 год — 0/148 чел. - 1926 год — 99 чел. |